# ... będzie tajemnicą
... będzie tajemnicą – trzeci studyjny album kieleckiego zespołu Ankh. Album składa się z czterech minipłyt, z których każda zawiera po trzy utwory. Jest kontynuacją wcześniejszych myśli zawartych na poprzednich wydawnictwach.

## Lista utworów
I Kareta
1. blaza 11  0:18
2. Lancelot – 6:36
3. blaza 12 – 0:21
4. W grocie Króla Gór – 2:58
5. blaza 13 – 0:08
6. Tajemne słowo – 3:35

II ...z widokiem na góry
1. Świat Sen – 5:21
2. blaza 21 – 0:14
3. Western pop noc – 3:12
4. blaza 22 – 0:07
5. Balladess – 5:44

III ANKH 68/98
1. 21st – 4:51
2. Gekko – 0:51
3. Pulsochordofon – 5:43

IV blAAza
1. Templum – 4:49
2. blaza 41 – 0:07
3. blAAza – 4:22
4. blaza 42 – 0:07
5. Enosz – 4:53
6. blaza 43 – 0:32

Bonus
1. blaza 1 – 0:21
2. Świat Sen 2 – 5:19
3. blaza 3 – 0:49

Bonus (2003)
1. Ty i ja / Rajsky mix – 4:30
2. Guitars market – 6:41

## Twórcy
- Piotr Krzemiński – gitara elektryczna, śpiew
- Krzysztof Szmidt – gitara basowa, instrumenty klawiszowe
- Michał Jelonek – skrzypce, instrumenty klawiszowe
- Łukasz Lisowski – altówka
- Andrzej Rajski – perkusja
- Adam Rain – instrumenty perkusyjne
- Agnieszka Dudek – śpiew